# سلفستروس الأول
البطريرك سلفستروس الأول
بطريرك أنطاكية وسائر المشرق للروم الأرثوذكس وخليفة بطرس وبولس لكنيسة أنطاكية الأرثوذكسية بين عامي (1724 - 1766). وأول بطريرك أنطاكي بعد حصول الانشقاق الكاثوليكي عن الكرسي الأنطاكي.